# Среднее ухо

Анатомия человеческого уха:
Наружное ухо: череп; слуховой канал; ушная раковина; барабанная перепонка.
Среднее ухо: овальное окно; молоточек; наковальня; стремечко; евстахиева труба.
Внутреннее ухо: полукружные каналы; улитка; нервы; Трубка, заполненная воздухом и соединяющаяся с глоткой. Её функция состоит в уравнивании давления по обе стороны от барабанной перепонки.

Сре́днее у́хо (лат. auris media) — часть слуховой системы млекопитающих (в том числе человека), развившаяся из костей нижней челюсти и обеспечивающая преобразование колебаний воздуха в колебания жидкости, наполняющей внутреннее ухо. Основной частью среднего уха является барабанная полость — небольшое пространство объемом около 1 см³, находящееся в височной кости. Здесь находятся три слуховые косточки: молоточек, наковальня и стремя, которые передают звуковые колебания от барабанной перепонки ко внутреннему уху, одновременно усиливая их.
Слуховые косточки — как самые маленькие фрагменты скелета человека, представляют цепочку, передающую колебания. Рукоятка молоточка тесно срослась с барабанной перепонкой, головка молоточка соединена с наковальней, а та, в свою очередь, своим длинным отростком — со стремечком. Основание стремечка закрывает окно преддверия, соединяясь таким образом с внутренним ухом. Молоточек и наковальня в процессе эволюции развились из двух челюстных костей синапсид.
У большинства млекопитающих полость среднего уха прикрывает костная слуховая булла — полая структура, расположенная на внутренней поверхности задней части черепа. Формирование окостеневшей слуховой буллы проходило в нескольких эволюционных линиях млекопитающих независимо — или за счёт выростов окружающих костей, или самостоятельными зонами окостенения.
Полость среднего уха связана с носоглоткой посредством евстахиевой трубы, через которую выравнивается среднее давление воздуха внутри и снаружи от барабанной перепонки. При изменении внешнего давления иногда «закладывает» уши, что обычно решается тем, что рефлекторно вызывается зевота. Опыт показывает, что ещё более эффективно заложенность ушей решается глотательными движениями или если в этот момент подуть в зажатый нос.